# Bahnhof Oberhausen-Osterfeld
Der Bahnhof Oberhausen-Osterfeld ist ein Rangier- und Personenbahnhof im Stadtbezirk Osterfeld der nordrhein-westfälischen Stadt Oberhausen. Der zweiseitig angelegte Rangierbahnhof ist eine der größten Anlagen ihrer Art in Deutschland. Seit dem letzten größeren Umbau bis zum Jahr 2006 wird nur noch der Ostberg im Ablaufbetrieb genutzt, während der Westberg außer Betrieb ist. Die Anlage verfügt über eine Zugbildungsleistung von rund 3000 Einzelwagen am Tag.

## Lage und Aufbau
Der Bahnhof befindet sich zum größten Teil im Norden des Ortsteils Vondern, der Westkopf liegt im Ortsteil Osterfeld-Mitte. Die nördliche Bahnhofsgrenze bildet gleichzeitig die Ortsteilgrenze zu den Ortsteilen Oberhausen-Vonderort und Bottrop-Vonderort. Die Anlage ist als zweiseitiger Rangierbahnhof ausgebildet. Sowohl die Nordgruppe (Ost-West-System) als auch die
Südgruppe (West-Ost-System) verfügen über Einfahrgruppe, Ablaufberg und Richtungsgruppe. Ein Großteil der Gleise der Richtungsgruppe der Südgruppe endet zudem stumpf. Der Bahnhof ist an mehrere Eisenbahnstrecken angeschlossen:
- VzG-Strecke 2206 (Oberhausen-Sterkrade – Abzw Grafenbusch – Oberhausen-Osterfeld – Bottrop Süd – Wanne-Eickel Hbf)
- VzG-Strecke 2246 (Oberhausen-Osterfeld – Bottrop Hbf)
- VzG-Strecke 2250 (Oberhausen-Osterfeld – Üst Hochstraße – Bottrop Hbf – Hamm (Westf) Rbf)
- VzG-Strecke 2253 (Oberhausen-Osterfeld – Essen-Vogelheim)
- VzG-Strecke 2320 (Oberhausen-Osterfeld – Abzw Walzwerk – Abzw Mathilde – Duisburg-Wedau)

Der Bahnhof verfügt zusätzlich über mehrere Bahnhofsteile (Bft):
- EOS M: Oberhausen-Osterfeld Mitte
- EOS U: Oberhausen-Osterfeld Museum
- EOS T: Oberhausen-Osterfeld Ost
- EOS B: Oberhausen-Osterfeld Ostberg
- EOS P: Oberhausen-Osterfeld Süd
- EOS E: Oberhausen-Osterfeld West
- EOS G: Oberhausen-Osterfeld Westberg

Die Bezeichnung der Bahnhofsteile richtet sich in der Regel nach ihrer Lage im Bahnhof. Eine Ausnahme bildet der Bahnhofsteil Oberhausen-Osterfeld Süd. Dieser befindet sich entgegen der Annahme nicht im Süden, sondern im Nordwesten des Bahnhofs. Bis 2006 trug der gesamte Bahnhof diesen Namen, der Personenbahnhof wurde als Bahnhofsteil Oberhausen-Osterfeld Süd Pbf geführt. Der Zusatz Süd wurde für den Kundendialog beibehalten. Der Bahnhofsteil Ost umfasst die Einfahrgruppe (Berggleise) vor dem Ablaufberg des Ost-West-Systems, der Ostberg selbst umfasst den Weichenbereich an besagtem Ostberg. Analog wird an den Bahnhofsteilen West und Westberg verfahren. Der Bahnhofsbereich Mitte umfasst die Richtungsgruppe (Talgleise) des Ost-West-Systems und die Gleisverbindung zwischen beiden Ablaufsystemen. Der Bahnhofsteil Museum liegt im Norden des Bahnhofsgeländes und umfasst zwei Weichenstraßen die den Wechsel zwischen den durchgehenden Hauptgleisen der VzG-Strecken 2206 und 2250 ermöglicht. Beide Strecken laufen nördlich des Rangierbahnhofs entlang. Während die VzG-Strecke 2206 (Cöln-Mindener Emschertalbahn) zwischen dem West- und Ostkopf durch den Bahnhof verläuft, geht die VzG-Strecke 2250 (Hamm-Osterfelder Bahn) hinter dem Bahnhofsteil Museum in die freie Strecke über. Die Strecken 2246 und 2253 beginnen am Ostkopf, die VzG-Strecke 2320 hat ihren Beginn am Westkopf.

## Geschichte
Der bis 1891 zum Amt Bottrop gehörige Ort Osterfeld erhielt im November 1873 seinen ersten Bahnhof. Am 15. November 1873 nahm die Cöln-Mindener Eisenbahn-Gesellschaft (CM) ihre Emschertalstrecke in Betrieb. Ab dem 1. Juli 1874 hielten im Bahnhof Osterfeld CM auch Personenzüge. 1879 folgten mit der Strecke Duisburg – Dorsten – Coesfeld – Rheine – Quakenbrück der Rheinischen Eisenbahn-Gesellschaft und der Strecke Sterkrade – Bottrop – Dortmund – Welver der Königlich Westfälischen Eisenbahn-Gesellschaft zwei weitere Strecken. 1880 kam mit der Strecke Herne – Katernberg – Oberhausen der Bergisch-Märkischen Eisenbahn-Gesellschaft die vierte Strecke hinzu.
Das Empfangsgebäude des Cöln-Mindener Bahnhofs stand an der heutigen Bottroper Straße, die Bergisch-Märkische Eisenbahn nutzte diesen Bahnhof ebenfalls. Die Westfälische Eisenbahn errichtete ihren Bahnhof Osterfeld WfE in einiger Entfernung an der heutigen Emsstraße. Die Strecke folgte im weiteren Verlauf der Westfälischen Straße und der Richard-Wagner-Allee bis Sterkrade. Der Bahnhof der Rheinischen Eisenbahn stand etwa 600 Meter nördlich des Cöln-Mindener Bahnhofs.
Nach der Verstaatlichung der Eisenbahngesellschaften durch den preußischen Staat und die Umstrukturierung derer Verwaltungen in Eisenbahndirektionen Anfang der 1880er Jahre begannen die preußischen Staatsbahnen mit der Neugliederung desEisenbahnnetzes im Ruhrgebiet. Parallel zueinander verlaufende Strecken wurden durch Stilllegung der schwächer ausgelasteten Strecken reduziert und die Bahnhöfe der ehemals konkurrierenden Gesellschaften baulich zusammengeführt. Diese Maßnahme betraf auch die Emschertalstrecken der ehemaligen Westfälischen und Bergisch-Märkischen Eisenbahn-Gesellschaft sowie den Bahnhof Osterfeld WfE. Sie wurden 1884 beziehungsweise 1886 im Bereich Osterfeld stillgelegt. Die von Osterfeld nach Osten führenden Streckenabschnitte blieben hingegen erhalten. Die Rheinische Strecke blieb im Bereich Osterfeld ebenfalls bestehen.

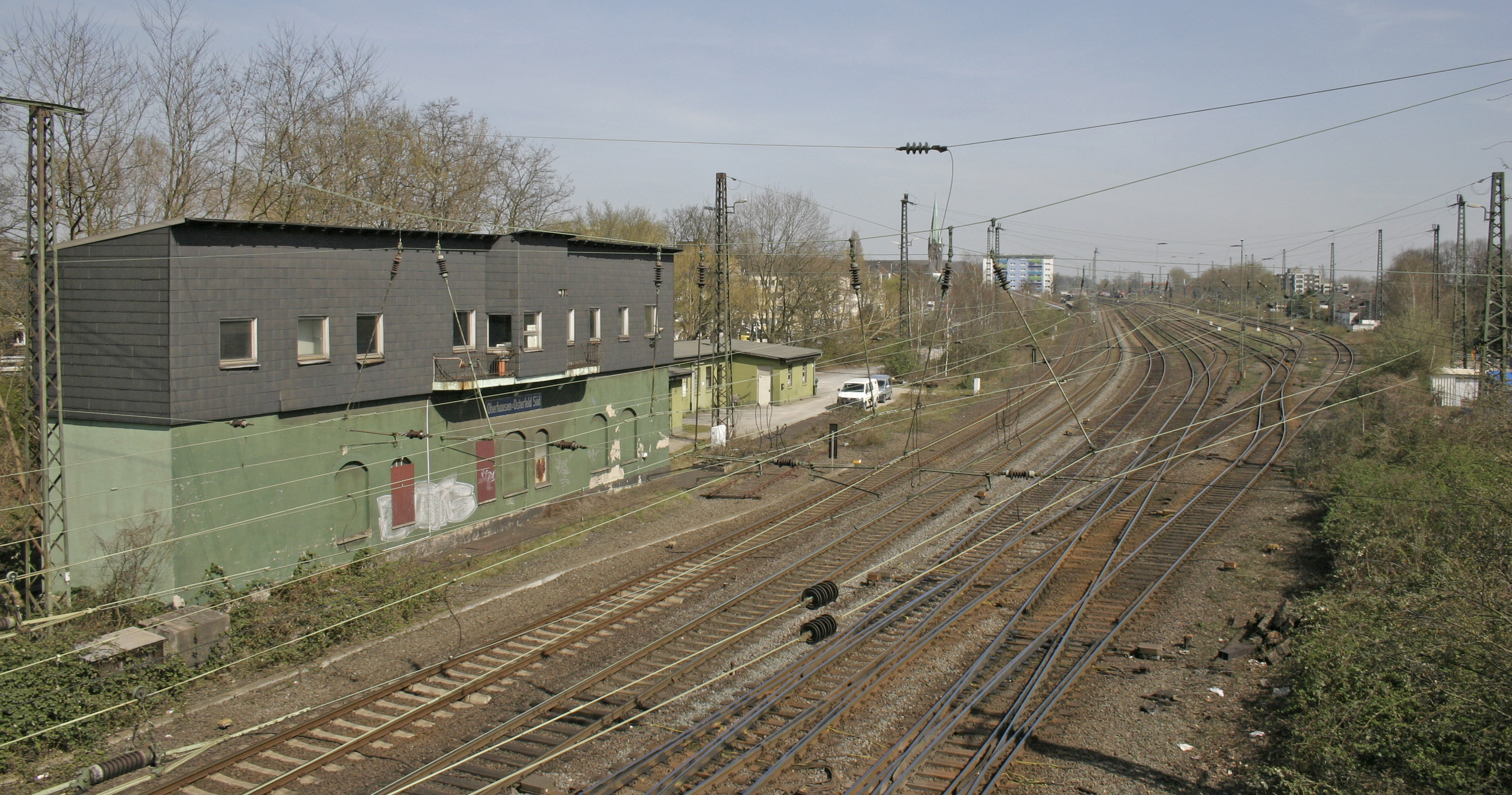
Ausfahrgruppe des Ost-West-Systems mit dem ehem. Befehlsstellwerk Ost, 2015

Im Jahr 1888 begann die KED Cöln rechtsrheinisch als Rechtsnachfolger der CM mit den Planungen für einen Rangierbahnhof in Höhe des Bahnhofs Osterfeld CM. Der erste Bauabschnitt konnte 1891 fertiggestellt werden. Die Anlage mit einer Länge von rund vier Kilometern entstand westlich des Cöln-Mindener Bahnhofs entlang der Emschertalbahn. Im gleichen Jahr schied Osterfeld aus dem Amt Bottrop aus und bildete seither ein eigenes Amt. Bis 1905 folgte der weitere Ausbau des Bahnhofs, der mit der Inbetriebnahme der Hamm-Osterfelder Bahn seinen Abschluss fand. Während der Großteil der beladenen Wagen über die Nordgruppe für die Fahrt nach Westen und Nordwesten behandelt wurden, waren in der Südgruppe vor allem die zurückkehrenden entleerten Wagen anzutreffen. Die Nordgruppe wurde daher mit etwa doppelt so vielen Sammelgleisen ausgestattet wie die Südgruppe. Bei letzterer verzichtete man zudem auf eine separate Ausfahrgruppe. Neben den Anlagen für den Rangier- und Personenverkehr umfasste der Bahnhof auch ein Bahnbetriebswerk für Dampflokomotiven. Spätestens zu diesem Zeitpunkt erhielt die Anlage die Bezeichnung Osterfeld Süd, der Bahnhof der ehemaligen Rheinischen Eisenbahn trug seither den Namen Osterfeld Nord.
Der Bahnhof nahm schnell die Stellung als größter Rangierbahnhof im Ruhrgebiet ein. 1906 verzeichnete er einen Umschlag von 773.000 Einzelwagen, was einer Tagesleistung von mehr als 2100 Wagen entspricht. Der in Lage des alten Cöln-Mindener Bahnhofs gelegene Personenbahnhof verzeichnete im gleichen Jahr 149.000 Fahrgäste. Die Spitzenstellung büßte der Bahnhof bis zum Beginn des Ersten Weltkrieges wieder ein, dennoch stieg die Eingangsleistung auf über 5000 Wagen pro Tag an. 1917 verzeichnete der Bahnhof eine Tagesspitzenleistung von 5086 eingegangenen Wagen. 1921 arbeiteten rund 2000 Beamte und Angestellte im Bahnhof, davon 1200 im Rangierbetrieb und weitere 600 Handwerker im Bahnbetriebswerk. Zur weiteren Optimierung des Ablaufbetriebs kam es in den 1920er Jahren zum Neubau einzelner elektromechanischer Stellwerke mit Tischhebelbänken.
Der Strukturwandel in der Kohle- und Montanindustrie sorgte nach dem Zweiten Weltkrieg für einen spürbaren Rückgang des Wagenaufkommens. 1985 legte die Deutsche Bundesbahn den Westberg still und kappte die Ausfahrten nach Osten. Die Talgleise dienten fortan zur Abstellung von Fahrzeugen. Infolge des zur gleichen Zeit ablaufenden Traktionswandels kam es auch zum Umbau des Betriebswerks.

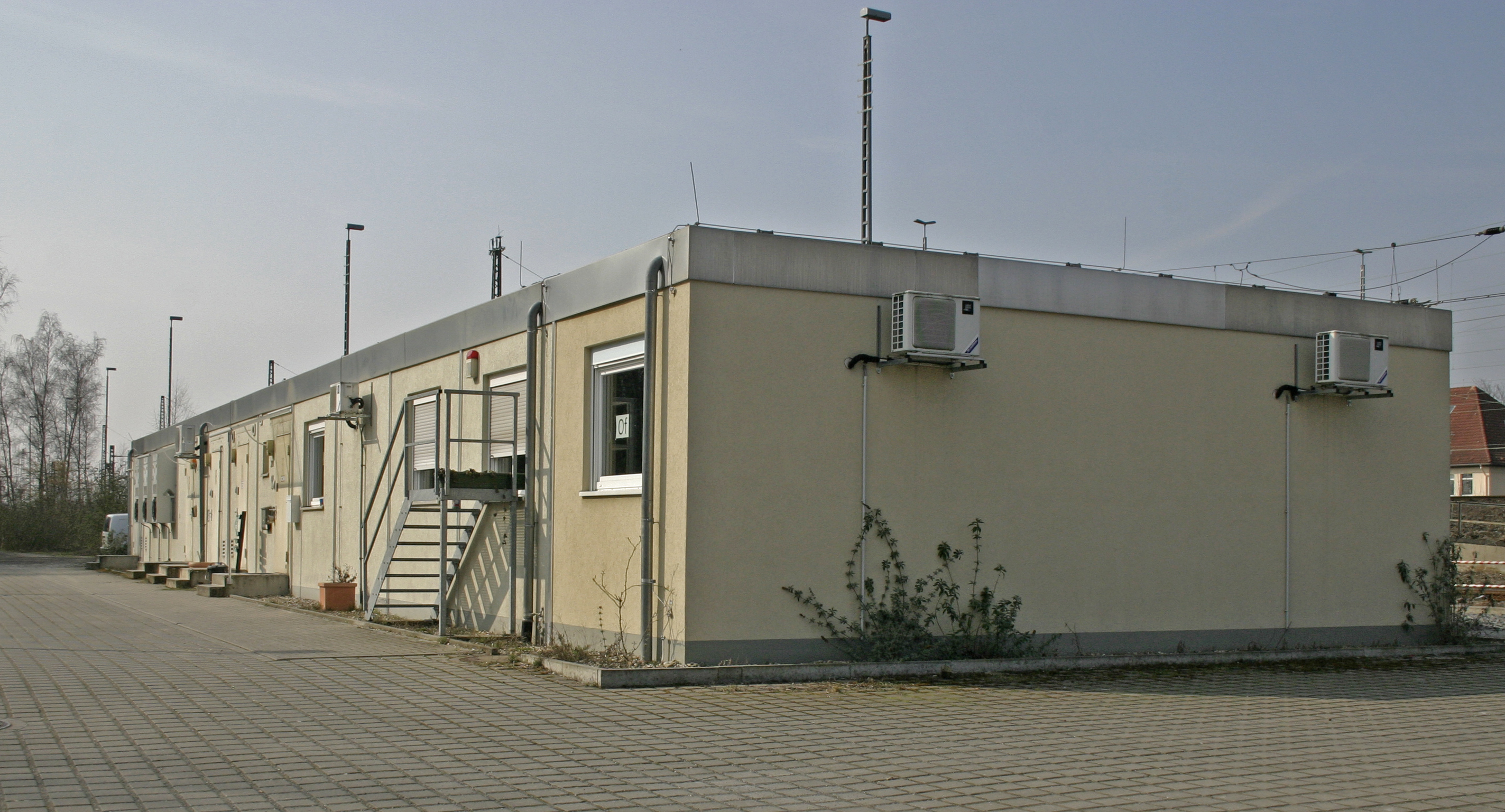
Elektronisches Stellwerk (ESTW-Z) Of, 2015

Am 27. März 2002 kündigte die Deutsche Bahn den Umbau des Rangierbahnhofs Oberhausen-Osterfeld Süd an. Mit einem Investitionsvolumen von 77 Millionen Euro wurden unter anderem der Oberbau erneuert und die Anlagen für die rangiertechnische Behandlung modernisiert. Die noch vorhandenen sechs Befehls- und Wärterstellwerke ersetzte man durch ein Elektronisches Stellwerk (ESTW) am Ostkopf. Obwohl der Ablaufbetrieb nach wie vor nur über den Ostberg stattfindet, wurde der Westberg ebenfalls modernisiert und mit Gleisbremsen versehen. Die Rangierstellwerke beider Ablaufberge wurden ebenfalls durch ESTW ersetzt, die in separaten Gebäuden untergebracht sind. Ende 2004 waren die Arbeiten zur ersten Ausbaustufe abgeschlossen. Das ESTW Of ging im November 2006 in Betrieb. Mit der Inbetriebnahme erfolgte die Umbenennung des Bahnhofs in Oberhausen-Osterfeld. In einer zweiten Ausbaustufe wurden die Talgleise am Westberg erneuert und teilweise an die Ausfahrt angeschlossen.
Der Bahnhof weist nach dem Umbau 40 Richtungsgleise im Ost-West-System auf, weitere 26 Richtungsgleise des West-Ost-Systems dienen zur Abstellung. Ende 2006 stellte der benachbarte Bahnhof Oberhausen West den Ablaufbetrieb ein, dessen Aufgaben der Bahnhof Oberhausen-Osterfeld übernahm. Die Anlage verzeichnet seither einen täglichen Umschlag von rund 3000 Wagen. Mit der Wiederinbetriebnahme des West-Ost-Systems wäre eine Steigerung auf 5000 Wagen theoretisch möglich.

## Hochbauten

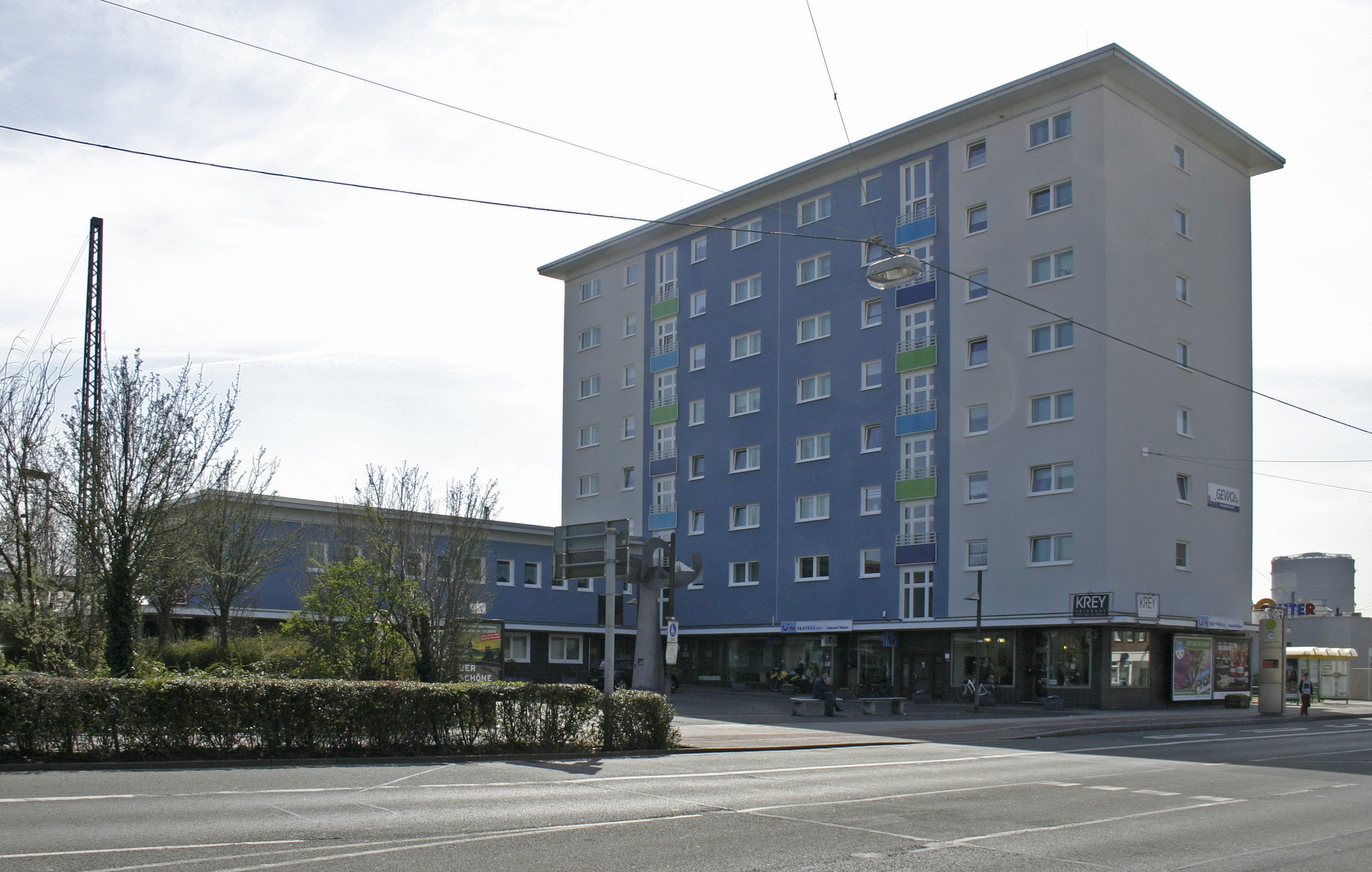
Wohnhaus und Zugang zum Personenbahnhof Oberhausen-Osterfeld Süd, 2015

### Empfangsgebäude
Die Cöln-Mindener Eisenbahn-Gesellschaft errichtete für ihren Bahnhof einen zweigeschossigen Fachwerkbau an der Bottroper Straße. Die Deutsche Reichsbahn plante 1940 den Neubau des Gebäudes, da der alte Bau mit der Zeit nicht mehr den Anforderungen genügte. Der Zweite Weltkrieg verhinderte das Vorhaben. Das bestehende Bahnhofsgebäude wurde durch Kriegseinwirkungen beschädigt und das Obergeschoss danach abgetragen. 1969 überließ die Deutsche Bundesbahn der Gemeinnützige Wohnungsbau e.G. ein Teil des Bahnhofsgeländes östlich des Empfangsgebäudes, damit diese dort einen Wohnblock errichten konnte. Im Gegenzug verpflichtete sich die Genossenschaft, einen Seitenflügel des Gebäudes als Bahnhofszugang zu bauen und die Räumlichkeiten kostengünstig an die Bundesbahn zu vermieten.
Im Zuge dieses Neubaus wurden die bisher höhengleich zu erreichenden Bahnsteige durch einen Mittelbahnsteig ersetzt. Der Zugang erfolgt über einen Personentunnel im neuen Empfangsgebäude. Der Umbau wurde 1970 abgeschlossen, ein Jahr darauf bezog die Fahrkartenausgabe die Räume. Das alte Empfangsgebäude ließ die Bundesbahn kurze Zeit darauf abreißen. In den 1990er Jahren entstand auf dem Gelände ein Einzelhandel. Das neue Bahnhofsgebäude steht inzwischen leer.

### Bahnbetriebswerk

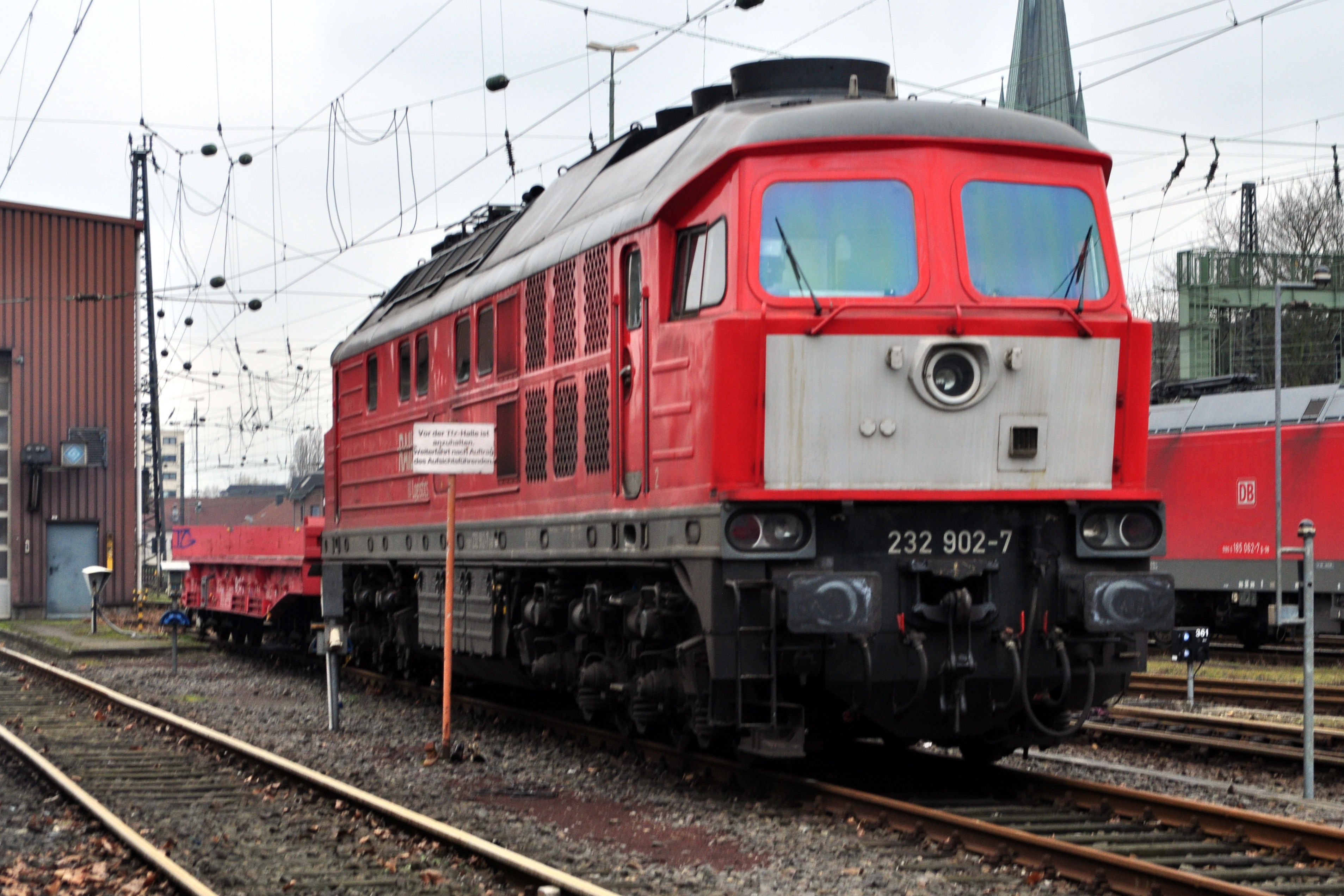
232 902 der DB Cargo Deutschland im Betriebshof Oberhausen, 2011

Einhergehend mit dem Neubau des Rangierbahnhofs entstand zeitgleich ein Bahnbetriebswerk. Kernstück der Anlage waren zwei je 20-ständige Ringlokschuppen, die über zwei 25-Meter-Drehscheiben zu erreichen waren. Ein Wasserturm, eine Bekohlungs- und Entschlackungsanlage und diverse Sozial- und Übernachtungsräume ergänzten die Anlage. Etwa 90 Dampflokomotiven waren ab 1905 in Osterfeld Süd beheimatet.
Ab den 1960er Jahren elektrifizierte die Bundesbahn die auf Osterfeld zulaufenden Strecken. Zur Beheimatung von Elektrolokomotiven ließ sie einhergehend den Lokschuppen 1 mitsamt der Drehscheibe ab 1964 abreißen und durch eine neue Wagenhalle ersetzen. Der Neubau verfügt über fünf Gleise und zehn Reparaturstände. Ab 1968 waren hier die ersten E-Loks beheimatet. 1974 waren noch 50 Dampflokomotiven im Bw Osterfeld Süd beheimatet, 1975 waren es 15 Maschinen. Die letzte Dampflok verließ das Bw am 20. März 1976. Im gleichen Zeitraum stieg die Anzahl der Elektrolokomotiven von 96 auf 123 Maschinen an, hinzu kamen 22 Diesellokomotiven.
Mit dem 1984 befassten Entschluss, nur noch Diesellokomotiven in Osterfeld Süd zu stationieren, kam es zum erneuten Umbau des Bw. Der zweite Ringlokschuppen wich einer weiteren Wagenhalle. Zusätzlich entstanden eine Tankstelle für die Loks sowie eine Waschanlage. Nach dem Ende des Umbaus im Jahr 1989 waren im Bw 164 Diesellokomotiven beheimatet.

### Stellwerke

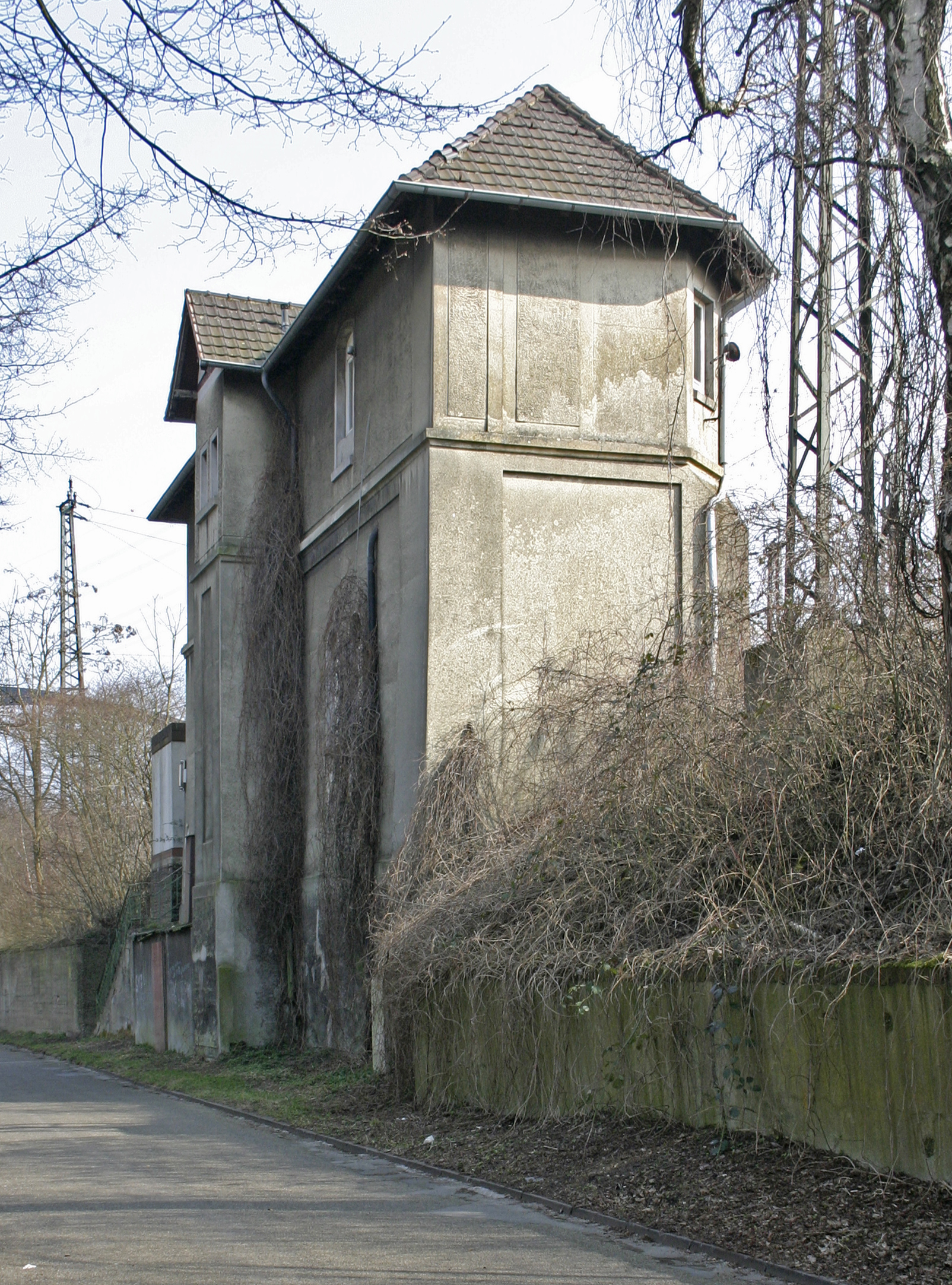
Ehem. Befehlsstellwerk Swo, 2015

Der Bahnhof verfügte nach dem Ausbau des Rangierbahnhofs im Jahr 1905 über sechs Stellwerke. Am Westkopf befand sich das Befehlsstellwerk Ost, am Ostkopf das Befehlsstellwerk Swo; beide Stellwerke hatten mechanische Weichen- und Signalantriebe. Die im Bahnhof gelegenen Wärter- und Rangierstellwerke waren mit Nummern gekennzeichnet. An den Ablaufbergen gab es mit den Stellwerken Bro und Brw zwei weitere Rangierstellwerke für den Ablaufbetrieb. Die Stellwerke waren ab 1898 vereinzelt schon mit einem elektrischen Streckenblock ausgerüstet.
In den 1920er Jahren kamen weitere Stellwerke elektromechanischer Bauart hinzu. Die zwischen 1928 und 1930 errichteten Rangierstellwerke Bro, Brw, 4 und 11 wurden mit einem Tischhebelwerk der AEG beziehungsweise der VES ausgerüstet. Die Weichenhebel dieser Stellwerke waren dabei dem Gleisbild entsprechend angeordnet. Das Stellwerk Bro war ferner mit einer Ablaufautomatik zur selbsttätigen Ansteuerung der Weichen ausgerüstet. In der Reichsbahndirektion Essen gab es vergleichbare Anlagen nur in den Bahnhöfen Gelsenkirchen-Bismarck und Hamm (Westf) Rbf.
Vom 28. Oktober bis 2. November 2006 ging das Elektronische Stellwerk Of in Betrieb. Das ESTW der Bauart SIMIS C ersetzte die zuletzt sechs noch vorhandenen Stellwerke älterer Bauart der beiden Rangierstellwerke an den Ablaufbergen. Letztere wurden ebenfalls als ESTW neu errichtet. Einhergehend mit der Inbetriebnahme fand die Umbenennung des Bahnhofs in Oberhausen-Osterfeld statt. Neben dem Bahnhof Osterfeld steuert das ESTW seit 2007 die Bahnhöfe Gladbeck West und Gelsenkirchen-Buer Nord sowie die dort abzweigende Strecke nach Marl Lippe (VzG 2252).
Seit 2012 werden ferner die Hamm-Osterfelder Bahn bis vor den Rangierbahnhof Hamm (Westf) sowie die Bahnhöfe Bottrop Hauptbahnhof und Bottrop Süd von Osterfeld aus ferngestellt. Während an der Hamm-Osterfelder Bahn wie auch die in Gladbeck und Gelsenkirchen jeweils Bereichsstellrechner (ESTW-A) errichtet wurden, wurde für Bottrop Hauptbahnhof und Bottrop Süd jeweils eine Fernsteuerung der vorhandenen Spurplanstellwerke (jeweils Bauart SpDrL60) angewandt.
Die Stellwerke Ost, Swo, 6, 11 und Bro sind noch vorhanden, letzteres steht zudem auf der Denkmalliste der Stadt Oberhausen. Die übrigen Stellwerke sind nicht erhalten.

## Personenverkehr

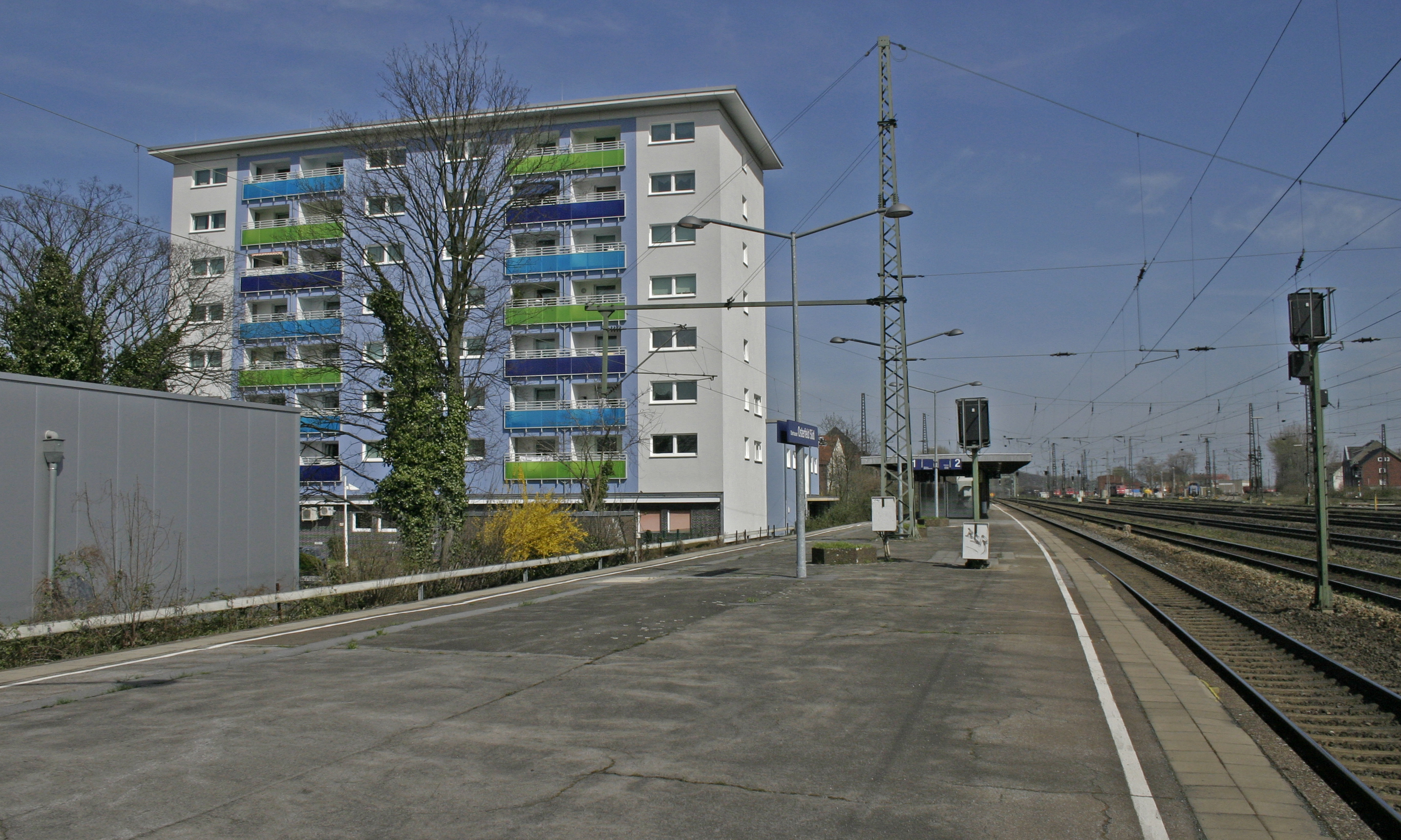
Bahnsteig Oberhausen-Osterfeld Süd, 2015

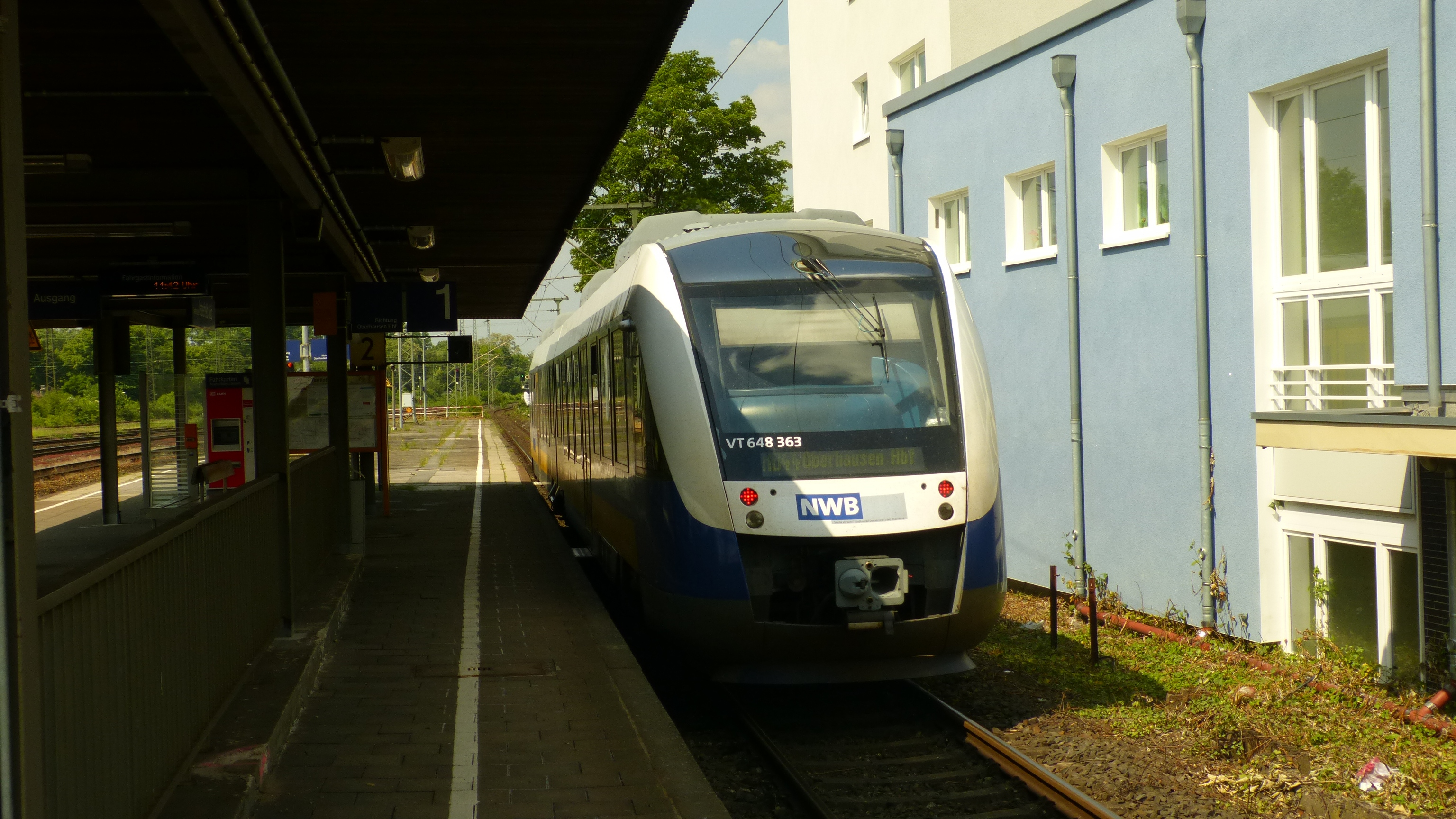
Ein Zug der Linie RB44 nach Oberhausen Hbf

Für den Personenverkehr war der Bahnhof Osterfeld nur von lokaler Bedeutung. Ein Teil der zulaufenden Strecken wies zudem gar keinen Personenverkehr auf. Die angebotenen Verbindungen führten in der Regel ab Oberhausen Hauptbahnhof beziehungsweise vereinzelt ab Bahnhof Oberhausen-Sterkrade über den damaligen Bahnhof Osterfeld Süd auf die Hamm-Osterfelder Bahn und von dort nach Recklinghausen Hauptbahnhof bzw. Hamm (Westfalen), sowie über die Cöln-Mindener Emschertalbahn nach Wanne-Eickel Hauptbahnhof und Dortmund Hauptbahnhof. Auf der Emschertalbahn stellte die Deutsche Bundesbahn den Personenverkehr 1974 ein. Auf der Hamm-Osterfelder Bahn verlagerte sich der Verkehr nach dem Zweiten Weltkrieg zunehmend in Richtung Dorsten, bis die Bundesbahn die Verbindung nach Recklinghausen im Jahr 1983 ebenfalls einstellte. Seit September 2020 gibt es im weiteren Verlauf dieser Bahnstrecke zwischen Gladbeck West und Recklinghausen Hbf wieder eine S-Bahn Verbindung.
Seit 2019 wurde der Personenbahnhof stündlich vom Regional-Express RE 44 Fossa-Emscher-Express zwischen Bottrop Hauptbahnhof und Moers bedient. Betreiber der Linie war die RheinRuhrBahn. Zum Fahrplanwechsel im Dezember 2019 wurde die bisherige Regionalbahn in einen Regional-Express umgewandelt, zudem entfiel der Abschnitt zwischen Bottrop und Dorsten. Seit dem 3. Februar 2020 verkehrte die Linie über Oberhausen hinaus nach Duisburg, montags bis freitags weiter nach Moers. Mit Fahrplanwechsel zum 15. Dezember 2024 wurde die Linie auf Omnibusbetrieb umgestellt, der Fahrplan im Internet aber bislang nicht entsprechend aktualisiert.
| Linie | Linienverlauf | Takt (Mo–Fr) | Betreiber     |
| ----- | --- | ------------ | ------------- |
| RE 44 | Fossa-Emscher-Express: (Moers – Rheinhausen –) (nur wochentags) Duisburg Hbf – Oberhausen Hbf – Oberhausen-Osterfeld Süd – Bottrop-Vonderort – Bottrop Hbf verkehrt bis auf Weiteres nicht, zwischen Bottrop und Oberhausen Ersatzverkehr mit Bussen Stand: Fahrplanwechsel Dezember 2024 | 60 min       | RheinRuhrBahn |

An der Bushaltestelle Bahnhof Oberhausen-Osterfeld Süd vor dem Gebäude halten die Linien SB 91, SB 94 und 957 sowie die Nachtbuslinien NE 3 und NE 21. Somit ist der Bahnhof mit den umliegenden Stadtteilen Oberhausens sowie mit Bottrop verknüpft.
| Linie | Linienverlauf | Takt (Mo–Fr)                                                        | Betreiber         |
| ----- | --- | ------------------------------------------------------------------- | ----------------- |
| SB91  | Bero-Zentrum – Oberhausen Hbf – Neue Mitte Oberhausen – OB-Osterfeld Süd Bf – Bottrop ZOB Berliner Platz – Bottrop-Eigen Markt – Gladbeck-Ellinghorst – Gladbeck Goetheplatz – Gladbeck-Ost Bf – Gelsenkirchen-Buer, Königswiese – Gelsenkirchen-Buer Rathaus Linie verkehrt zwischen OLGA-Park und Oberhausen Hbf über die ÖPNV-Trasse Oberhausen | 10 min (Bero-Zentrum–Bottrop ZOB) 20 min (Bottrop ZOB–Buer)         | Vestische / STOAG |
| SB94  | Essen-Frintrop Unterstraße (Anschluss an Straßenbahnlinie 105) – Stadtgrenze Essen – Marienburgstraße – Rathaus – Oberhausen Hbf – Bero-Zentrum – Lirich – Buschhausen Mitte – OB-Sterkrade Bf – Osterfeld Mitte – OB-Osterfeld Süd Bf – Marina/Sea-Life                                                                                           | 20 min                                                              | STOAG             |
| 957   | (Graßhofstraße – Waldteich –) Kiebitzstraße – OB-Sterkrade Bf – Osterfeld Mitte – OB-Osterfeld Süd Bf – Burg Vondern – Borbeck – Neue Mitte Oberhausen – TZU – Ziesakplaza – Marienkirche – Theater/Ebertbad – Oberhausen Hbf – Bebelstraße – Babcock Werk 1 – Tulpenstraße                                                                        | 20/60 min (Graßhofstr.–Kiebitzstr.) 20 min (Kiebitzstr.–Tulpenstr.) | STOAG             |
| NE3   | NachtExpress: OB-Sterkrade Bf – Osterfeld Mitte – OB-Osterfeld Süd Bf – Borbeck – Marienburgstraße – Oberhausen Hbf – Bebelstraße – Duisburg-Obermeiderich Bf – Alstaden Fröbelplatz | 60 min                                                              | STOAG             |
| NE21  | NachtExpress: Oberhausen Hbf – Neue Mitte Oberhausen – OB-Osterfeld Süd Bf – Bottrop ZOB Berliner Platz Linie verkehrt zwischen OLGA-Park und Oberhausen Hbf über die ÖPNV-Trasse Oberhausen | 60 min                                                              | Vestische / STOAG |